# Aaron Altaras

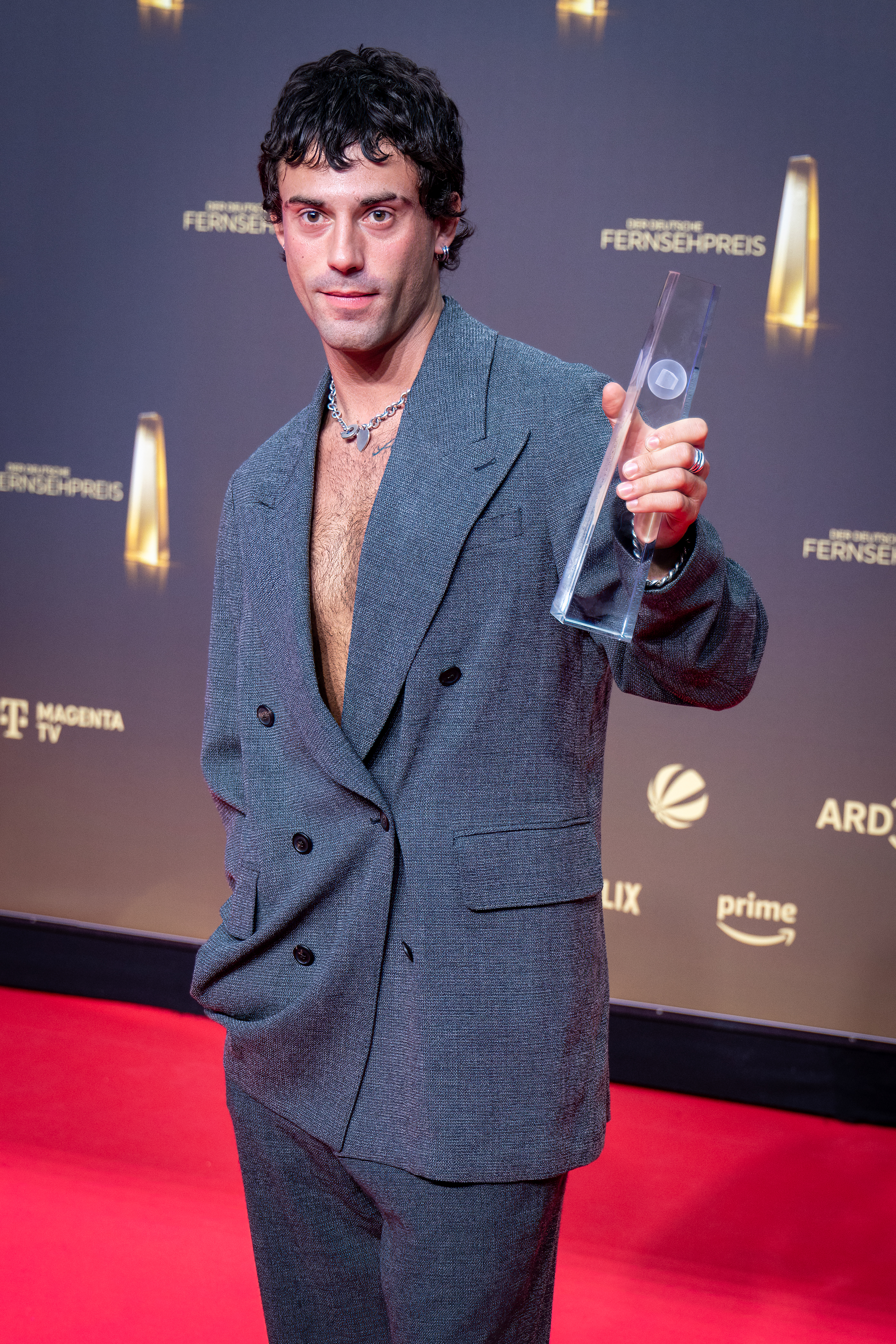

Aaron Altaras (Berlim, 21 de novembro de 1995) é um ator alemão, filho da atriz, escritora e diretora Adriana Altaras.
Nasceu em Berlim, filho do compositor Wolfgang Böhmer e da atriz e diretora Adriana Altaras, uma croata de ascendência judaica que foi forçada a fugir da Croácia com seus pais, Jakob e Thea Altaras, perseguidos politicamente pela Liga dos Comunistas da Croácia. Ele tem um irmão mais novo de nome Leonard, que também é ator.
Estudou na Heinz-Galinski Schule e no Jüdische Oberschule, ambas instituições de ensino de orientação judaica em Berlim. Adolescente, tinha planos iniciais de cursar Filosofia nos Países Baixos, mas preferiu seguir carreira artística uma vez que surgiram muitas oportunidades de trabalho com atuação na Alemanha.
Participou de seu primeiro filme (Mogelpackung Mann) em 2004. Depois disso já atuou em muitos filmes, séries e documentários. Alcançou grande reconhecimento em seu país a partir de 2006, quando interpretou o jovem Michael Degen, judeu sobrevivente do holocausto que se tornaria um ator proeminente, no premido filme da ARD Nicht alle waren Mörder (bra: Nem todos eram assassinos).
Tem 1,78 metros de altura, cabelos e olhos castanhos escuros. Em novembro de 2023 pesava 65 Kg. Trata-se de um homem cisgênero e se define como heterossexual. Mantém publicamente um relacionamento com uma mulher chamada Eliza Lawrence. Seu esporte preferido é o futebol.

## Filmografia
| Ano  | Produção       | Nome                                                | Personagem      |
| ---- | -------------- | --------------------------------------------------- | --------------- |
| 2004 | Filme para TV  | Mogelpackung Mann                                   | Konstantin      |
| 2005 | Filme para TV  | Wenn der Vater mit dem Sohne                        | Rico Bachmann   |
| 2006 | Filme para TV  | Nicht alle waren Mörder (Nem todos eram assassinos) | Michael Degen   |
| 2008 | Curta metragem | Höllenritt                                          | Jakob           |
| 2008 | Série          | Tatort                                              | Sebastian Stark |
| 2010 | Série          | Tatort                                              | Sebastian Stark |
| 2010 | Longa metragem | Das Leben ist zu lang                               |                 |
| 2010 | Documentário   | Die Kinder von Blankenese                           | Alfred          |
| 2014 | Série          | Heiter bis tödlich - Hauptstadtrevier               |                 |
| 2014 | Série          | Der Usedom-Krimi                                    | Till Braydon    |
| 2015 | Série          | Ein starkes Team                                    | Nico Nader      |
| 2015 | Série          | SOKO Stuttgart                                      | Nikolas Resche  |
| 2017 | Documentário   | Die Unsichtbaren (Os Invisíveis)                    | Eugen Friede    |
| 2018 | Longa metragem | Mario (Mário e Leon - No Amor e No Jogo)            | Leon Saldo      |
| 2019 | Curta metragem | O Superman                                          | Michael         |
| 2020 | Filme para TV  | 9 Tage wach (9 Dias Acordado)                       | Fritjof         |
| 2020 | Série          | Unorthodox (Nada Ortodoxa)                          | Robert          |
| 2021 | Série          | Wild Republic (República Selvagem)                  | Can             |
| 2021 | Série          | Legal Affairs                                       | Adrian Beshira  |
| 2022 | Longa metragem | Einfach mal was Schönes                             | Ole             |
| 2023 | Série          | Asbest                                              | Niklas          |
| 2023 | Longa metragem | Zwischen uns die Nacht                              | Erich           |
| 2023 | Série          | Deutsches Haus                                      | David Miller    |